# Montmartre (Saskatchewan)
Montmartre es un pueblo canadiense situado en la provincia de Saskatchewan.

## Superficie
Montmartre tiene una superficie de 1,69 km².

## Demografía
En 2021, tenía 450 habitantes, una densidad poblacional de 266,1 hab./km², y 242 viviendas.